# تارا باب‌ الفتح
تارا باب الفتح (ولدت في 3 يناير 2006) هي لاعبة جودو سويدية من أصول إيرانية. حاصلة على الميدالية البرونزية في الجودو في الألعاب الأولمبية الصيفية 2024 في فئة 48 كجم للسيدات لتصبح أول لاعبة جودو سويدية تفوز بميدالية أولمبية، كانت واحدة من حاملي العلم السويدي في حفل ختام دورة الألعاب الأولمبية الصيفية 2024، في عام ذاته كتبت تارا البالغة من العمر 18 عاماً تاريخ الجودو السويدي عندما حصلت على الميدالية البرونزية في الجودو بطولة العالم في فئة 48 كجم للسيدات. حيث تنتمي إلى فئة الناشئين (تحت 21 عامًا) ولكنه أثبت نفسها كأحد اللاعبات الرئيسيات في الجولة العالمية لكبار السن، باعتباره أصغر لاعب جودو سويدي يفوز بميدالية بطولة العالم للجودو. هي أيضًا ثاني سويدية تفوز بميدالية في بطولة العالم، بعد 38 عامًا من فوز إليزابيث كارلسون بالميدالية الفضية في بطولة العالم عام 1986. والحائزون على ميداليات سويدية أخرى في بطولة العالم هم تومي ماسياس الذي حصل على فضية بطولة العالم في عام 2021 وماركوس نيمان ابن إليزابيث كارلسون الذي حصل على برونزية بطولة العالم في عامي 2021 و2023.
حصلت تارا بالفعل على ميداليتين في بطولة العالم على مستوى الشباب (تحت 18 سنة)؛ فضية من 2022 وبرونزية من 2023.

## نشأتها
ولدت تارا في 03 يناير 2006 هي ابنة المصارع السويدي من أصل إيراني محمد باب الفتح، الذي تنافس في دورة الألعاب الأولمبية الصيفية 2004، والمصارعة السويدية إيدا هيلستروم الحائزة على ميداليات بطولة العالم أربع مرات.